# Parc national de Morne Trois Pitons

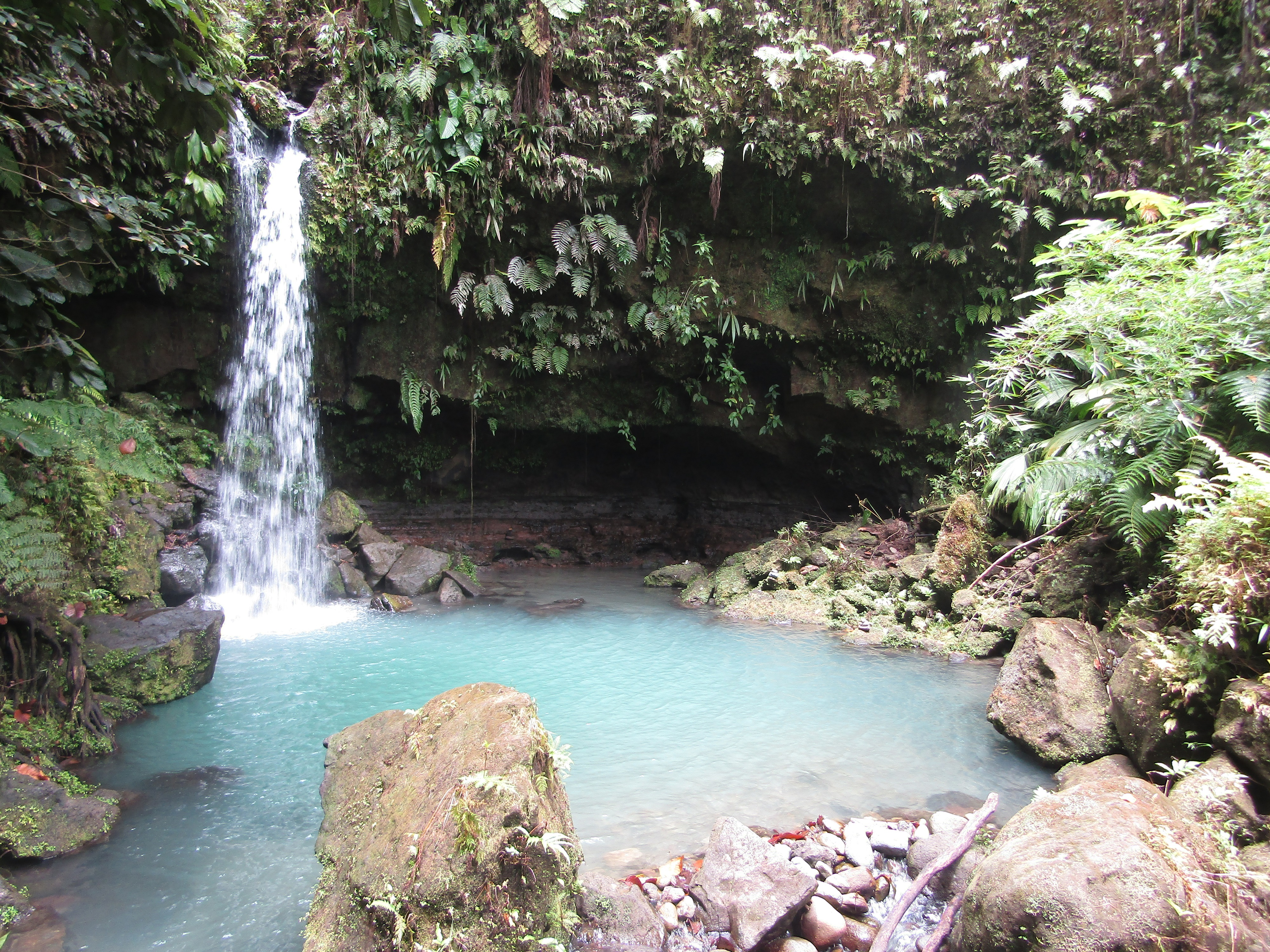
Emerald Pool et sa cascade de 12 mètres de haut

Le parc national de Morne Trois Pitons est un parc national de la Dominique, classé au patrimoine mondial naturel par l’UNESCO.
Comme son nom l'indique, il est situé sur le volcan Morne Trois Pitons. Le parc s'illustre notamment par la richesse de sa flore endémique. Beaucoup de cascades sont également présentes dans le parc, les plus célèbres étant les Middleham falls, les Trafalgar Falls ainsi que la cascade d'Emerald Pool.